# アラン・コンヌ
アラン・コンヌ（Alain Connes、フランス語: [alɛ̃ kɔn]、 1947年4月1日 - ）は、フランスの数学者。IHÉS、コレージュ・ド・フランス、オハイオ州立大学教授。作用素環論や非可換幾何の研究で知られる。
高等師範学校卒業後、CNRS、パリ第6大学を経てIHÉS教授となる。1982年にフィールズ賞、2001年にクラフォード賞を受賞した。1984年からコレージュ・ド・フランス教授を兼任。

## 略歴
1970年代に富田・竹崎理論や超積などの手法を駆使して単射的 (injective) または従順 (amenable)、概有限 (approximately finite dimensional, AFD)、超有限 (hyperfinite) とよばれるよい近似的性質を持つ種類のフォン・ノイマン環の構造を解明することでフォン・ノイマン環の分類を劇的に進歩させた。
その後1980年代に葉層構造などに対し付随する作用素環をあたえ、群作用やより一般の力学系による対称性をこめた構造の持つ性質をこれらの作用素環の性質によって特徴付ける研究を行った。アティヤ＝シンガーの指数定理の様々な拡張を確立するという立場から、力学系による対称性を持つフレドホルム作用素の指数をとらえるためのK-理論の研究や、また、一般の環に対して定義され、多様体のド・ラームホモロジーを特別な場合として含むような巡回コホモロジーの研究を行っている。このような作用素環論の幾何学への応用を通じ、積の交換法則が成り立たない（非可換な）作用素環によって表されるような「非可換空間」を扱う非可換幾何のパラダイムを提唱した。
1990年代には他の数学者とともに量子ホール効果、超弦理論、ループ量子重力理論、格子ゲージ理論など様々な量子力学的概念に対し非可換幾何の手法が有効であることを示している。また、同じ時期に数論的な構成物に対しても非可換空間の構成が可能であることを示し、有数体 Qのアデール類の空間 A/Qxに対する自然な力学系からリーマンゼータ関数（実際にはより一般に、任意の量指標に関するL関数）の零点のスペクトル実現を得ている。

## 受賞歴
- CNRS銀メダル (1977年)
- アンペール賞 (1980年)
- フィールズ賞 (1982年)
- クレイ研究賞 (2000年)
- クラフォード賞 (2001年)
- CNRS金メダル (2004年)